# أوليفر جيمس
أوليفر جيمس (بالإنجليزية: Oliver James)‏ (30 يناير 1987 في المملكة المتحدة - ) هو لاعب كرة قدم بريطاني في مركز الوسط. لعب مع فوريست غرين ونادي ترانمير روفرز لكرة القدم ونادي ساوثبورت ونادي ويتون ألبيون وCammell Laird 1907 F.C. ‏ وهنكلي يونايتد ‏.

## وصلات خارجية
- أوليفر جيمس على موقع قاعدة بيانات كرة القدم.إي يو (الإنجليزية)
- أوليفر جيمس على موقع Soccerbase.com (لاعب) (الإنجليزية)